# 꿈속에서
꿈속에서(Time In Heaven)는 한국에서 제작된 장건재 감독의 2007년 드라마 영화이다. 이상이 등이 주연으로 출연하였고 최재환 등이 제작에 참여하였다.

## 출연

### 주연
- 이상이
- 장현우
- 원승묵

### 조연
- 김동곤

## 제작진
- 녹음: 김상운
- 녹음: 김수덕
- 미술: 김정희
- 조연출: 김오지숙